# Phó Thủ tướng Nhật Bản
Phó Thủ tướng Nhật Bản (副総理 (Phó Tổng lý) Fuku-sōri) là thành viên cao cấp của Nội các Nhật Bản. Chức vụ Phó Thủ tướng không phải là một vị trí cố định, chỉ tồn tại theo quyết định của Thủ tướng.
Chức vụ không tự động thành Thủ tướng, nếu sau này bị mất khả năng hoặc từ chức khỏi sự lãnh đạo của đảng chính trị. Tuy nhiên, trong thực tế, việc chỉ định ai đó vào vai trò của Phó Thủ tướng có thể cung cấp tình trạng thực tế bổ sung trong nội các, cho phép thực hiện de facto, nếu không de jure, quyền lực.

## Danh sách Phó Thủ tướng Nhật Bản
| Phó Thủ tướng                             | Phó Thủ tướng                             | Nhiệm kỳ                                    | Đảng phái                 | Thủ tướng         |
| ----------------------------------------- | ----------------------------------------- | ------------------------------------------- | ------------------------- | ----------------- |
|                                           | Shidehara Kijūrō 幣原 喜重郎 (1872-1951)  | 3 tháng 5 - 24 tháng 5 năm 1947             | Đảng Cấp tiến Nhật Bản    | Yoshida Shigaru   |
| Văn phòng không thiết lập                 |                                           |                                             |                           | Yoshida Shigaru   |
|                                           | Ashida Hitoshi 芦田 均 (1887-1959)        | 1 tháng 6 năm 1947 - 10 tháng 3 năm 1948    | Đảng Dân chủ              | Katayama Tetsu    |
|                                           | Nishio Suehiro 西尾 末広 (1891-1981)      | 10 tháng 3 - 6 tháng 7 năm 1948             | Đảng Xã hội               | Ashida Hitoshi    |
| Văn phòng không thiết lập                 |                                           |                                             |                           | Ashida Hitoshi    |
| Yoshida Shigeru                           |                                           |                                             |                           |                   |
|                                           | Hayashi Jōji 林 譲治 (1889-1960)          | 19 tháng 10 năm 1948 - 13 tháng 3 năm 1951  | Đảng Tự do                |                   |
| Văn phòng không thiết lập                 |                                           |                                             |                           |                   |
|                                           | Ogata Taketora 緒方 竹虎 (1888-1965)      | 28 tháng 11 năm 1952 - 10 tháng 12 năm 1954 | Đảng Tự do                |                   |
|                                           | Shigemitsu Mamoru 重光 葵 (1887-1957)     | 10 tháng 12 năm 1954 - 23 tháng 12 năm 1956 | Đảng Dân chủ Tự do        | Hatoyama Ichirō   |
| Văn phòng không thiết lập                 | Văn phòng không thiết lập                 | Văn phòng không thiết lập                   | Văn phòng không thiết lập | Ishibashi Tanzan  |
| Văn phòng không thiết lập                 | Văn phòng không thiết lập                 | Văn phòng không thiết lập                   | Văn phòng không thiết lập | Kishi Nobusuke    |
|                                           | Ishii Mitsujirō 石井 光次郎 (1889-1981)   | 20 tháng 5 năm 1957 - 12 tháng 6 năm 1958   | Đảng Dân chủ Tự do        |                   |
| Văn phòng không thiết lập                 |                                           |                                             |                           |                   |
|                                           | Masutani Shūji 益谷 秀次 (1888-1978)      | 18 tháng 6 năm 1959 - 19 tháng 7 năm 1960   | Đảng Dân chủ Tự do        |                   |
| Văn phòng không thiết lập                 | Văn phòng không thiết lập                 | Văn phòng không thiết lập                   | Văn phòng không thiết lập | Ikeda Hayato      |
|                                           | Kōno Ichirō 河野 一郎 (1898-1965)         | 18 tháng 7 năm 1964 - 3 tháng 6 năm 1965    | Đảng Dân chủ Tự do        | Ikeda Hayato      |
| Văn phòng không thiết lập                 |                                           |                                             |                           | Ikeda Hayato      |
| Satō Eisaku                               |                                           |                                             |                           |                   |
| Tanaka Kakuei                             |                                           |                                             |                           |                   |
|                                           | Miki Takeo 三木 武夫 (1907-1988)          | 29 tháng 8 năm 1972 - 12 tháng 7 năm 1974   | Đảng Dân chủ Tự do        |                   |
| Văn phòng không thiết lập                 |                                           |                                             |                           |                   |
|                                           | Fukuda Takeo 福田 赳夫 (1905-1995)        | 9 tháng 12 năm 1974 - 6 tháng 11 năm 1976   | Đảng Dân chủ Tự do        | Miki Takeo        |
| Văn phòng không thiết lập                 |                                           |                                             |                           | Miki Takeo        |
| Fukuda Takeo                              |                                           |                                             |                           |                   |
| Ōhira Masayoshi                           |                                           |                                             |                           |                   |
|                                           | Itō Masayoshi 伊東 正義 (1913-1994)       | 11 tháng 6 năm 1980 - 17 tháng 7 năm 1980   | Đảng Dân chủ Tự do        |                   |
| Văn phòng không thiết lập                 | Văn phòng không thiết lập                 | Văn phòng không thiết lập                   | Văn phòng không thiết lập | Suzuki Zenkō      |
| Văn phòng không thiết lập                 | Văn phòng không thiết lập                 | Văn phòng không thiết lập                   | Văn phòng không thiết lập | Nakasone Yasuhiro |
|                                           | Kanemaru Shin 金丸 信 (1914-1996)         | 22 tháng 7 năm 1986 - 6 tháng 11 năm 1987   | Đảng Dân chủ Tự do        |                   |
|                                           | Miyazawa Kiichi 宮澤 喜一 (1919-2007)     | 6 tháng 11 năm 1987 - 9 tháng 12 năm 1988   | Đảng Dân chủ Tự do        | Takeshita Noboru  |
| Văn phòng không thiết lập                 |                                           |                                             |                           | Takeshita Noboru  |
| Uno Sōsuke                                |                                           |                                             |                           |                   |
| Kaifu Toshiki                             |                                           |                                             |                           |                   |
|                                           | Watanabe Michio 渡辺 美智雄 (1923-1995)   | 5 tháng 11 năm 1991 - 7 tháng 4 năm 1993    | Đảng Dân chủ Tự do        | Miyazawa Kiichi   |
|                                           | Gotōda Masaharu 後藤田 正晴 (1914-2005)   | 8 tháng 4 năm 1993 - 9 tháng 8 năm 1993     | Đảng Dân chủ Tự do        | Miyazawa Kiichi   |
|                                           | Hata Tsutomu 羽田 孜 (1935-2017)          | 9 tháng 8 năm 1993 - 28 tháng 4 năm 1994    | Đảng Đổi mới              | Hosokawa Morihiro |
| Văn phòng không thiết lập                 | Văn phòng không thiết lập                 | Văn phòng không thiết lập                   | Văn phòng không thiết lập | Hata Tsutomu      |
|                                           | Kōno Yōhei 河野 洋平 (sinh năm 1937)      | 30 tháng 6 năm 1994 - 2 tháng 10 năm 1995   | Đảng Dân chủ Tự do        | Murayama Tomiichi |
|                                           | Hashimoto Ryūtarō 橋本 龍太郎 (1937-2006) | 2 tháng 10 năm 1995 - 11 tháng 1 năm 1996   | Đảng Dân chủ Tự do        | Murayama Tomiichi |
|                                           | Kubo Wataru 久保 亘 (1929-2003)           | 11 tháng 1 năm 1996 - 7 tháng 11 năm 1996   | Đảng Dân chủ Xã hội       | Hashimoto Ryūtarō |
| Văn phòng không thiết lập                 |                                           |                                             |                           | Hashimoto Ryūtarō |
| Obuchi Keizō                              |                                           |                                             |                           |                   |
| Mori Yoshirō                              |                                           |                                             |                           |                   |
| Koizumi Junichirō                         |                                           |                                             |                           |                   |
| Abe Shinzō                                |                                           |                                             |                           |                   |
| Fukuda Yasuo                              |                                           |                                             |                           |                   |
| Asō Tarō                                  |                                           |                                             |                           |                   |
|                                           | Kan Naoto 菅 直人 (sinh năm 1946)         | 16 tháng 9 năm 2009 - 8 tháng 6 năm 2010    | Đảng Dân chủ              | Hatoyama Yukio    |
| Văn phòng không thiết lập                 | Văn phòng không thiết lập                 | Văn phòng không thiết lập                   | Văn phòng không thiết lập | Kan Naoto         |
|                                           | Okada Katsuya 岡田 克也 (sinh năm 1953)   | 13 tháng 1 năm 2012 - 26 tháng 12 năm 2012  | Đảng Dân chủ              | Noda Yoshihiko    |
|                                           | Asō Tarō 麻生 太郎 (sinh năm 1940)        | 26 tháng 12 năm 2012 - 16 tháng 9 năm 2020  | Đảng Dân chủ Tự do        | Abe Shinzō        |
| 16 tháng 9 năm 2020 - 4 tháng 10 năm 2021 | Asō Tarō 麻生 太郎 (sinh năm 1940)        | Suga Yoshihide                              | Đảng Dân chủ Tự do        |                   |